# Chrysometa fidelia
Chrysometa fidelia là một loài nhện trong họ Tetragnathidae.
Loài này thuộc chi Chrysometa. Chrysometa fidelia được Herbert W. Levi miêu tả năm 1986.